# Ussassai
Ussassai (sardinsky: Ussàssa) je italská obec (comune) v provincii Nuoro v regionu Sardinie. Nachází se ve výšce 710 metrů nad mořem a má 450 obyvatel. Rozloha obce je 47,32 km².